# STELLA GLOW
『STELLA GLOW』（ステラグロウ）は、セガゲームスより2015年6月4日に発売されたニンテンドー3DS専用ゲームソフト。

## 概要
セガの新規IPによるシミュレーションRPG。スタッフは水谷英之、光田康典など『ルミナスアークシリーズ』に携わったメンバーが中心で、「魔女」の存在を中核に据えた世界観など設定面においても同シリーズに近しいものとなっている。
本作品は当初2014年10月にイメージエポックにより、同社の創業10周年記念作品として企画・発表がされるも、諸事情により続報が途絶えた状態となり、その後2015年3月にセガ（2015年4月よりセガゲームス）による国内パブリッシングが行われることが告知され、同社が引き継ぐ形で発売された。

## システム
ゲームは章に分かれており、各章はさらに「自由時間（アドベンチャーパート）」と「作戦時間（シミュレーションバトルパート）」が複数組み合わさって構成されている。
「自由時間」には、仲間たちとの交流を深めたり、依頼をこなしてお金や特殊アイテムを得たりする事ができる。どんな行動を選択しても、何らかの形で戦力増強に繋がるようになっている。
「作戦時間」には、ストーリーに沿って戦略シミュレーション形式のバトルをこなしてゆく。バトルの多くは遠征で、戦う前にまず地図上をキー操作によって現地まで移動する事になるが、この移動の間にフリーバトルを無制限にこなせるため、任意のレベル上げ等も可能となっている。
バトルシステムは、オーソドックスな正方形グリッドマップに高さの概念を加えたものだが、本作の最大の特色は、「魔女」という戦略級の補助効果を発動するユニットの存在にある。魔女は歌を歌うことで特別な魔法を発動でき、使うと実際にＢＧＭがボーカル曲に換わって、他のスキルとは比較にならない非常に強力な補助効果がマップ全域に発生する。魔女以外のユニットによる戦術レベルの戦いと、魔女による戦略級の状況判断とが組み合わさることで、バトルがより奥深いものになっている。

## あらすじ
太古の昔、世界は特別な力を秘めた「歌」により繁栄を極めたが、やがて力を巡り戦乱の世に陥った。
嘆いた神は地上から「歌」を奪い、天使を遣わして人間に罰を与えようとしたが、１人の英雄によって退けられ、人間は粛清を生き延びたという。それから幾千年が流れ、すべてが遠い伝説となった現在。大陸の中心をなすレグナント王国に、失われたはずの歌の力をもつ魔女ヒルダが現れる。
呪いの歌で人間を結晶に変えてしまうヒルダの猛威は、たちまち国土の三割にも及ぼうとしていた。対するレグナント王国騎士団は、世界の結晶化を止める特務を帯びた部隊「第9小隊」を設立する。「歌」をめぐる戦いの火蓋が、再び切られようとしていた。

## 登場人物

### パーティメンバー
アルト
声 - 阿部敦
本作の主人公。片田舎のミトラ村で暮らしていたが、家族のリゼットを守るため王都へ登り、騎士となる。
実は3年前に拾われた身で、それ以前の記憶が無い。アルトという名も保護された時につけられたもの。
伝説の英雄と同じ「指揮者」の力を持つ事が判明し、次第に「祝歌計画」の中心人物となってゆく。
年齢：17歳
武器：剣
リゼット
声 - 南條愛乃
3年前にアルトを保護した家の娘。アルトを歳の近い弟のように思っている。
心優しく世話焼きな普通の少女だったが、母ローザが目の前で結晶化するのを見たショックから
クオリアと共鳴してしまい、水の魔女となる。しかし覚醒後もなぜか歌が歌えず、うまく力を使えない。
年齢：17歳
武器：杖
クラウス
声 - 鳥海浩輔
王立騎士団の若き団長にして、第9小隊の隊長も務める青年。
軍人であると同時に学者でもあり、そのうえ物腰は柔らか。
女王アナスタシアが右腕と頼る知勇兼備の人物で、アルトらにとっての頼れるリーダー。
年齢：25歳
武器：槍
ラスティ
声 - 間島淳司
第9小隊におけるアルトの兄貴分。
浮いた話の絶えない色男で隊規破りの常習犯だが、騎士としての腕は確か。
趣味は意外にも、読書と温泉めぐり。
年齢：24歳
武器：短剣
アーチボルト
声 - 櫻井トオル
第9小隊におけるアルトの先輩騎士で、代々王家に仕えるアーチボルト家8代目当主。
質実剛健を旨とし忠義にも篤いが典型的な堅物で、ラスティといつも衝突している。
几帳面で、いつも他人の分の武具まで余念なく手入れしている。
年齢：32歳
武器：銃槍
ユアン
声 - 平田真菜
13歳にして王国一の商会代表であり、同時に商人同盟の特命使者も務める少年。
天賦の商才を持ち、10歳の幼さで「ユアン商会」を興して3年でレグナント最大にまで押し上げた。
所どころ子供っぽい面もあるが、こと商売に関しては大人顔負けの判断力を見せる。
年齢：13歳
武器：銃
ポポ
声 - 内田真礼
港町ポート・ノワールに住む風の魔女。天然だが、底抜けに明るいムードメーカー。
魔女というだけで町民から迫害され、町はずれの風車小屋に１人きりで暮らしている。
広い世界に憧れを抱いており、いつか世界中を旅して回るのが夢。親友に旅ブタのブブがいる。
年齢：15歳
武器：弓
サクヤ
声 - 榊原ゆい
東の国アマツで姫巫女と奉られる火の魔女。
近隣の活火山を歌の力で鎮める大祭を司っているため、迫害どころか民草の尊敬を集めている。
性格も所作も聖女のように淑やかで、誰もが憧れるアイドル的存在だが……裏の顔があるらしい。
年齢：17歳
武器：刀
ののか
声 - 矢作紗友里
サクヤ専属の護衛を務める、忍の一門「ウカミ一族」の少女。
穏やかな性格だが相当にそそっかしく、おまけに極度のアガリ症で常に頭に段ボールを被っている。
しかしサクヤを心から慕っており、必要なら命すらも投げ出す覚悟を秘める。
年齢：18歳
武器：短剣
モルディモルト
声 - 新田恵海
西の砂漠の集落カジャルで出会った少女。双子の姉のニキと暮らしている。
3年前にとある事件で滅んだ砂漠の都カシミスタンの生き残り。
小心かつ引っ込み思案な性格で、のんびりした喋り方が特徴。趣味は陶芸。
年齢：16歳
武器：銃
キース
声 - 岩澤俊樹
土の魔女を探すアルト達の前に現れた傭兵。
「王の器をもち、いずれ世界を手中に収める男」と自称する野心家。
変人だが弓の腕前は一流で、危機に動じない胆力も持ち合わせる。
年齢：21歳
武器：弓

### 福音使徒
ヒルダ
声 - 田村ゆかり
「滅びの魔女」の異名をとり、福音使徒を率いる黒衣の魔女。
呪いの歌「堕歌」で世界の結晶化を進めており、邪魔する者には一切容赦しない。
見た目はうら若い乙女だが、50年以上前から同じ姿だとも言われている。
年齢：不明
武器：鎌
ダンテ
声 - 濱健人
福音使徒の3幹部の一人。皮肉屋で直情家の不良少年だが、ヒルダへの忠誠は固い。
ミトラ村襲撃の際にヒルダに同行していたことでアルトと出会い、以後、仇敵であると同時にライバルのような関係になってゆく。
年齢：18歳
武器：槍
ドロシー
声 - 種﨑敦美
福音使徒の3幹部の一人。ウサ耳のついた奇抜なフードをいつもかぶっている少女。
自分の負傷を全くいとわずに敵を斬ろうとするさまから「切り裂きドロシー」の異名をとる。
ヒルダに盲目的に心酔しており、彼女を傷つける者をどこまでも残酷に殺す。
年齢：11歳
武器：刀
ルドルフ
声 - 松田健一郎
福音使徒の3幹部の一人。大柄な体躯を騎士の鎧に包む壮年の男。
鍛え抜かれた鋼の身心で、まさしく壁のように第9小隊の前に立ちふさがる。
王立騎士団と何らかの因縁があるようだが……。
年齢：41歳
武器：斧

### その他の重要人物
ヴェロニカ
声 - 植田佳奈
オーヴ技術の発明者でもある王国一の女流天才科学者。
図抜けた博識で魔女やクオリアなどにも詳しいが、変人でマッドサイエンティスト。
「天使の手羽先」なる謎の揚げ物をいつもかじっている。
年齢：24歳
武器：杖
ジゼル
声 - 藤田咲
ヒルダと戦うアルト達の前に度々現れ、時に加勢してくれる謎の少女。
人目を嫌うかのようにいつもフード付きのローブで身を覆っている。
ひどく寡黙で感情の起伏に乏しく、必要最低限の事しか話さない。
年齢：17歳
武器：？？？
ローザ
声 - 一杉佳澄
リゼットの母親であり、アルトにとっても母親同然の女性。
優しく芯の強い美人で、村の人々からも愛されていたが、
ヒルダが村を襲った際にリゼットを庇って結晶にされてしまった。
アナスタシア
声 - 櫻井智
レグナント王国の若き女王。国や民を第一に想う人格者であり、
高貴さと気兼ね無さを併せもつ人柄から、多くの人々に愛されている。
魔女ヒルダから国を守るために「祝歌計画」の実現を目指している。
エルマー
声 - 北山恭祐
女王の第一の側近として執務や政治の補佐を務める文官の長。
武官の長であるクラウスと並び、アナスタシアが最も信頼を置く人物。
だが役人気質で気難しく、第9小隊の緩い気風を快く思っていない節がある。
メディア
声 - 高田初美
レグナントの王城に伝説の時代からあったという「調律の館」の管理者。
年若い女性だが、一族のしきたりから肌の露わな独特の装束を身にまとい、
詩的で暗示的な物言いを好む。
ビアンカ
声 - 小林桂子
武具や道具の店「ビアンカ商会」を切り盛るアルバイト娘。
店長があまりに長期不在のため、屋号を勝手に自分の名に変えて営業中。
フランツ
声 - 井上敬一郎
オーヴを扱う店「フランツ工房」を営む店主。
娘のレナを愛する、子煩悩で温和な男性。
レナ
声 - 長縄まりあ
フランツの一人娘。人見知りする性格だが父を尊敬しており、
いつもフランツと一緒に店先に出ている。
カヤジ
声 - 景浦大輔
アルバイトの斡旋も行う「赤熊の酒場」を営む、陽気で気風のいい男。
サングラスがトレードマーク。
ポナンザ
港町ポート・ノワールの町長を務める恰幅のいい紳士。
寒村を僅かな期間で豊かな町へと建て直し、住民から絶大な支持を得た人物。
ニキ
声 - 新田恵海
砂漠の集落に住む少女で、モルディモルトの双子の姉。
集落の人々は黙して語らないが、土の魔女ではないかと見られている。
マリー
声 - 堀江由衣
アルトが王都で保護した記憶喪失の幼い少女。
「歌っている所を見た」という目撃談が寄せられ、念のため騎士団の預かりとなる。
エルクレスト
声 - 阿部敦
伝説の時代、神が遣わした天使の軍勢を打ち払い人間を救ったとされる英雄。
その名は今も童話やおとぎ話の中に残り、王国全土で語り継がれている。

## 用語
レグナント
物語の舞台となる、人類と神々の戦いや魔女に関する伝説が残る大地。
女王アナスタシアが治めるレグナント王国を中心に、幾つかの地方に分かれている。
魔女
クオリアと呼ばれる神秘の結晶を身に宿すことで、魔法を使えるようになった乙女たち。
人間が歌を歌えなくなった今の世界で、唯一「魔法の歌」を歌唱することができる。
伝説の時代、英雄エルクレストの傍らにも魔女がいて戦いを支えたと言われているが、「歌える」という異端性から次第に奇異の目を向けられるようになり、表の歴史にはその活躍が殆ど残されなかった。そのため現在では、妖しの存在として差別を受けたり、逆に神聖な存在として崇められたり、極端に特別視されている。
クオリア
魔女の力の源である神秘的な結晶。強い願いや感情の昂ぶりなどに共鳴して少女の身に宿り、少女を魔女に変える。
いつからなぜ存在するのかについては詳しく分かっていない。
水、風、火、土、の４つがある事が知られているが、レグナントの王族のみに伝わる伝承によれば、伝説の時代には５つあったという。
魔女が死ぬと再び体から離れ、次の誰かへと受け継がれるが、水のクオリアだけはある時を境に所在不明となり、長らく継承が途絶えていた。
調律
魔法の歌の力は魔女自身の感情と深い拘わりがあり、心に悩みやコンプレックスなどの枷があると、クオリアが徐々に濁って力を引き出せなくなる。
そうなった場合、クオリアの濁り（心の鎖）を浄化することが必要になり、これを楽器の音色を取り戻すことになぞらえて「調律」と呼ぶ。
具体的には、「指揮者の力によって魔女の精神世界を現実世界に具現化し、原因となるものを物理的に取り除くこと」を指すが、魔女にとっては自分の心の見られたくない部分を強制的に具現化される試練となるため、指揮者を信頼し心を開いていなければ成功しない。
少女がさらけ出す裸の心が現実に具現化するさまを、望まぬ他者の目に触れないよう囲うための場所が「調律の館」である。
指揮者
クオリアを宿す者の精神世界を現実に具現化させる特別な力を持つ者のこと。
魔女に対して用いることで、調律を行ったり、「合奏」と呼ばれる強力な歌魔法を引き出したりする事ができる。
伝説の時代、英雄エルクレストが魔女と手を携え神に立ち向かう事が出来たのは、この力を持っていたからだと言われている。
なぜそんな力を持ち得たのか、そして、同じ力をなぜアルトが持っているのかについては、解明されていない。
レグナント王国騎士団第9小隊
主人公のアルトが属する部隊。
「祝歌計画」の実現のため、魔女の捜索と保護を目的として新設された特務部隊で、騎士団長のクラウスが隊長を兼任している。
福音使徒
滅びの魔女ヒルダが従える、信徒による信心組織。
ヒルダが目指す世界の結晶化の実現のため、ヒルダの手足となって各地で暗躍する。
結晶化
魔女ヒルダの「堕歌」によって引き起こされる現象。人も物も、全てがあっという間に巨大な結晶に飲み込まれて静止する。
しかも結晶は並大抵のことでは砕くことが出来ず、中の人間が生きているのかどうかすら確認できない。
必然、狙われた町や村は一夜で壊滅状態になる。
結晶化を進めることがヒルダや福音使徒たちにとってどんな利益になるのかは、謎に包まれている。
祝歌計画
レグナント全域で起こり続ける結晶化から人々を救うため、女王アナスタシアがクラウスと共に温めてきた計画。
水、風、火、土、の４人の魔女による合唱をもって、ヒルダの堕歌の力を打ち消し、結晶化を解除しようという試み。
長らく水の魔女の継承が途絶えており、水のクオリアも所在不明だったため実現できずにいたが、
リゼットが覚醒したことで、実現に向けて大きく動き出すことになった。
天使
伝説の中に登場する、神が人間の粛清のために天から地上へ遣わしたとされる軍勢のこと。
今ではおとぎ話のように語られるのみだが、実在するという説を唱える者もいる。

## スタッフ
- プロデューサー - 水谷英之
- ディレクター - 大峡大
- シナリオ - 与田想
- サウンド - プロキオン・スタジオ（光田康典、土屋俊輔）
- キャラクターデザイン - ideolo、釈迦堂真人